# Dipus sagitta
Genre
Espèce
Statut de conservation UICN

 LC  : Préoccupation mineure
Dipus sagitta est une espèce de petits rongeurs de la famille des dipodidés, une gerboise. C'est un animal sauteur à trois doigts (northern three-toed jerboa  en anglais). C'est la seule espèce de son genre Dipus (monotypique).

## Répartition
Cette espèce est présente en Asie centrale.

### GenreDipus
- (en) Mammal Species of the World (3e  éd., 2005) :  Dipus
- (fr + en) ITIS : Dipus  Zimmermann, 1780
- (en) Animal Diversity Web : Dipus
- (en) NCBI : Dipus (taxons inclus)

### EspèceDipus sagitta
- (en) Mammal Species of the World (3e  éd., 2005) :  Dipus sagitta
- (fr + en) ITIS : Dipus sagitta (Pallas, 1773)
- (en) Animal Diversity Web : Dipus sagitta
- (en) NCBI : Dipus sagitta (taxons inclus)
- (en) UICN : espèce Dipus sagitta (Pallas, 1773)

### Photos
- Deux photos de Dipus sagitta